# Миралем Зупчевић
Миралем Зупчевић (Сарајево, 29. јул 1949) је босанскохерцеговачки глумац.

## Биографија
Миралем Зупчевић је рођен 1949. године у Сарајеву. Глуму је завршио на Факултету драмских уметности у Београду. Играо је на сценама многих позоришта бивше Југославије. Посебно су упамћене његове улоге у представама "Руканте" (Камерни театар 55) и "У Зворнику ја сам оставио своје срце" (Народно позориште Сарајево). Такође је играо у бројним ТВ серијама и играним филмовима као што су "Тале", "Булевар Револуције", "Мој брат Алекса", "Добро уштимани мртваци" и "Нафака“.
Миралем Зупчевић је професор на Академији сценских уметности у Сарајеву.

## Филмографија
- Циркус Колумбија (2010) Леон
- Нафака (2006) Авдо
- Добро уштимани мртваци (2005) Срећко Пиплица
- Сјевер је полудио (2003)
- Ремаке (2003)
- Welcome то Sarajevo (1997)
- Ангели на отпад (1995)
- Магареће године (1994) професор математике
- Булевар револуције (1992)
- Празник у Сарајеву (1991) Смајо Шестић
- Прашки студент (1990) ТВ серија
- Алекса Шантић (1990) ТВ серија Светозар Ћоровић
- Приче из фабрике (1985) ТВ серија
- Сребрена лисица (1985) (ТВ)
- Брисани простор (1985) ТВ серија
- Велики таленат (1984) ТВ серија
- Игмански марш (1983) партизан
- Хасанагиница (1983) (ТВ)
- Настојање (1982) отац
- Одумирање међеда (1982) (ТВ) Рако
- Непокорени град (1981/2) (ТВ) илегалац

- Ратни хљебови (1981) (ТВ)
- Газија (1981)
- Оловна бригада (1980)
- Осма офанзива (1979) ТВ серија Сејдо комесар
- Тале (1978) Тале